# 아르세니에 토디라슈
아르세니에 토디라슈(루마니아어: Arsenie Todiraș, 1983년 7월 22일 ~ )는 몰도바의 가수이다. 키시너우 태생으로 루마니아 및 몰도바를 기반으로 하는 보이 밴드인 O-Zone의 막내로 활동했으며, 2005년 O-Zone이 해체한 이후에는 루마니아와 러시아 등지에서 아르세니에(Arsenie) 또는 아르세니움(Arsenium)이라는 예명으로 활동하고 있다.
유로비전 송 콘테스트 2006 당시 나탈리아 고르디엔코와 함께 몰도바 대표로 참가해 〈로카(Loca)〉를 부른 바 있으며, 총 22포인트를 얻어 20위를 기록했다. 또한 《댄싱 위드 더 스타》의 루마니아판 프로그램인 《단세즈 펜트루 티네(Dansez pentru tine)》에 참가해 준우승에 오르기도 했다.